# 奥村竹之助
奥村 竹之助（おくむら たけのすけ、1902年10月17日 - 1960年2月1日）は、日本の元ラグビー選手。主なポジションはセカンドロー (LO)。

## 来歴
大阪府大阪市靱出身。神戸一中（現：兵庫県立神戸高等学校）、第三高等学校を経て京都帝国大学へと進む。京大のラグビー部では主将を務め、本場、イギリスに倣い、『3・2・3』の8人制フォワードシステムを取り入れるなどした成果が現れ、東西学生ラグビーフットボール対抗王座決定戦で優勝に貢献。また、京大在籍時代に高等文官試験にも合格したが、1926年に卒業後は三菱商事に入社。三菱商事時代も、イギリス勤務時代は現地のクラブでプレーするなどして活動した他、谷村順蔵、吉田義人とともに、『全三菱ラグビー倶楽部』の結成に尽力した。その後、当人を含めた3名の頭文字を取った『T.Y.O.杯関東全三菱大会』が1956年より開催されるようになった。
第二次世界大戦後、連合国軍最高司令官総司令部の指示により設けられた、外国為替委員会の初代委員長である木内信胤からの誘いを受け、外国為替管理委員となった。
その傍ら、西部ラグビー蹴球協会（後の関西ラグビーフットボール協会）理事長、日本ラグビーフットボール協会専務理事等を歴任した他、1952年、ラグビー日本代表の監督に就任。同年10月に行われた、第二次世界大戦後における同チーム初のテストマッチとなったオックスフォード大学来日試合戦等で指揮を執った。また、レフェリーとしても活動するなど、ラグビーにおける活動も活発であった。
1960年1月31日、秩父宮ラグビー場のクラブハウス内で行われた日本ラグビー協会の理事会の最中に突然倒れ、翌2月1日、脳溢血により死去した。12月24日、結核予防会への寄附の功績により紺綬褒章を贈られた。

## 主な著書
- 外国為替貿易管理法解説と貿易の新構想（日米親善協会、1950年）
- ラグビーの見方（三省堂、1953年）